# Transdev Loiret
Transdev Loiret, anciennement Rapides du Val de Loire (RVL) est une société du groupe Transdev chargée de l'exploitation des transports en commun routiers dans le département du Loiret.

## Historique
La société est créée en 1929 sous le nom de Transport Régionaux de l’Est et du Centre (TREC). À l'époque, elle exploite l’ensemble des transports en commun routiers autour de la ville d'Orléans, qu'ils soient urbains ou interurbains.
Le 3 septembre 1956, la TREC remporte l'exploitation du réseau de bus d'Orléans qu'elle exploitera jusqu'en décembre 1975, année à laquelle elle se recentre sur les transports interurbains dans le Loiret.
En 1984, la TREC est absorbée par Progecar qui deviendra Transdev en 1992.
En 1990, la société change commercialement de dénomination et devient Rapides du Val de Loire (RVL). 
RVL détiendra le monopole du réseau interurbain jusqu'au 13 octobre 2003, date de la création du réseau Ulys, devenu Rémi le 1er septembre 2017.

## Implantations
L'ancien siège d'exploitation se situait entre l'avenue Jean-Zay, le boulevard Marie-Stuart et l'avenue des Droits-de-l'Homme à Orléans. Actuellement, il est remplacé par le parc relais de la station de l'avenue éponyme de la ligne B du tramway d'Orléans. 
Le siège actuel de l'entreprise est situé avenue André-Marie Ampère à Saint-Jean-de-Braye. Le dépôt principal ainsi que le centre d'exploitation sont situés dans le même lieu. 
Un second centre d'exploitation et de maintenance est situé à Gien.

## Logos

Ancien logo des Rapides du Val de Loire de 1990 à 2006
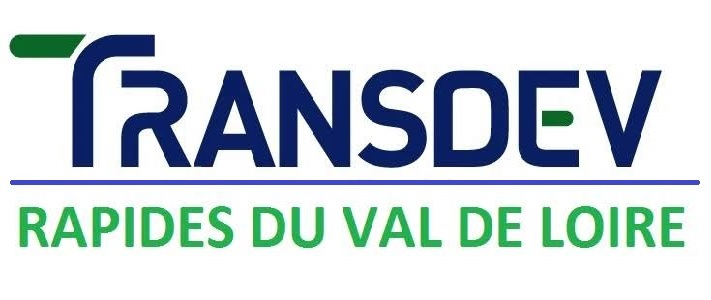
Ancien logo des Rapides du Val de Loire de 2006 à 2013

## Réseau
Le réseau d'autocars déployé par l'entreprise est essentiellement tourné vers le transport interurbain dans le département du Loiret. Par ailleurs, elle exploite également 2 lignes pour le compte du réseau TAO. 
Auparavant, RVL exploitait deux lignes hors département du Loiret : Orléans - Chartres et Beaugency - Blois.

### Réseau Rémi
Voici l'exploitation des lignes d'autocars suivantes à Transdev Loiret dans le cadre de son réseau Rémi :
| Lignes | Dessertes                                                                                 |
| ------ | ----------------------------------------------------------------------------------------- |
| 1A     | Orgères-en-Beauce ↔ Rouvray-Sainte-Croix ↔ Orléans                                        |
| 1B     | Guillonville ↔ Patay ↔ Orléans                                                            |
| 1C     | Tournoisis ↔ Rozières-en-Beauce                                                           |
| 1D     | Ouzouer-le-Marché ↔ Orléans                                                               |
| 2      | Gien ↔ Viglain                                                                            |
| 3      | Châtillon-sur-Loire ↔ Bonny-sur-Loire ↔ Briare ↔ Gien ↔ Châteauneuf-sur-Loire ↔ Orléans   |
| 4      | Courtenay ↔ Montargis                                                                     |
| 5      | Sennely ↔ La Ferté-Saint-Aubin ↔ Orléans                                                  |
| 6      | Montargis ↔ Bellegarde ↔ Orléans                                                          |
| 7A     | Sully-sur-Loire ↔ Tigy ↔ Jargeau ↔ Orléans                                                |
| 7B     | Pierrefitte-ès-Bois ↔ Gien ↔ Sully-sur-Loire                                              |
| 8      | Saint-Laurent-Nouan ↔ Lailly-en-Val ↔ Cléry-Saint-André ↔ Orléans                         |
| 9      | Cravant ↔ Beaugency ↔ Meung-sur-Loire ↔ Saint-Ay ↔ Chaingy ↔ Orléans                      |
| 10     | Dordives ↔ Ferrières-en-Gâtinais ↔ Montargis                                              |
| 11     | Pithiviers ↔ Montargis                                                                    |
| 12     | Dampierre-en-Burly ↔ Ouzouer-sur-Loire ↔ Sully-sur-Loire ↔ Lorris ↔ Montargis             |
| 13     | Montcorbon ↔ Château-Renard ↔ Montargis                                                   |
| 14     | Malesherbes ↔ Puiseaux ↔ Corbeilles ↔ Montargis                                           |
| 15     | Châtillon-Coligny ↔ Saint-Maurice-sur-Aveyron ↔ Montargis                                 |
| 16     | Ingrannes ↔ Sully-la-Chapelle ↔ Traînou ↔ Vennecy ↔ Orléans                               |
| 17     | Beaune-la-Rolande ↔ Orléans                                                               |
| 18     | Bellegarde ↔ Lorris ↔ Gien                                                                |
| 19     | Cravant ↔ Beaugency ↔ Lailly-en-Val ↔ Ligny-le-Ribault ↔ Jouy-le-Potier ↔ Ardon ↔ Orléans |
| 20     | Pithiviers ↔ Chilleurs-aux-Bois ↔ Neuville-aux-Bois ↔ Saint-Lyé-la-Forêt ↔ Orléans        |
| 21     | Bazoches-les-Gallerandes ↔ Aschères-le-Marché ↔ Artenay ↔ Orléans                         |
| 22     | Malesherbes ↔ Pithiviers                                                                  |
| 23     | Puiseaux ↔ Pithiviers                                                                     |
| 24     | Outarville ↔ Pithiviers                                                                   |
| 25     | Étampes ↔ Estouches ↔ Sermaises ↔ Pithiviers                                              |
| 97     | Desserte des établissements scolaires de l'agglomération pithivériaine                    |
| 98     | Desserte des établissements scolaires de l'agglomération montargoise                      |
| 99     | Desserte des établissements scolaires de l'agglomération orléanaise                       |

### Réseau TAO
Transdev Loiret exploite 2 lignes express du réseau TAO fonctionnant avec des cars du réseau Rémi ainsi qu'avec des bus du réseau.
| Ligne | Desserte                                                                          |
| ----- | --------------------------------------------------------------------------------- |
| 42    | Orléans Gare Routière ↔ Saint-Hilaire-Saint-Mesmin Coin Saint-Jacques / Cas Rouge |
| 44    | Orléans Gare Routière ↔ Marigny-les-Usages Maison Rouge                           |

La ligne 42 (auparavant ligne 71) n'est que la partie urbaine de la ligne 8 du réseau Rémi, intégrée depuis septembre 2015 dans le réseau TAO.
Il en va de même pour la ligne 44 (auparavant ligne 72), partie urbaine de la ligne 16 du réseau Rémi, intégrée depuis septembre 2015 dans le même réseau.

### Transports scolaires, périscolaires et touristiques
L'entreprise effectue quotidiennement 118 circuits scolaires pour le compte du conseil départemental du Loiret en sous-traitance de la société Odulys dont ils sont actionnaires. 
De nombreuses communes du Loiret ont confié à Transdev Loiret le transport des élèves des écoles primaires ainsi que les transports périscolaires (cantines, piscines ou sorties scolaires). 
Centré sur une clientèle de groupe (association, comités d’entreprise ou établissements scolaires), l'entreprise mise également sur des activités touristiques.